# 旧馆街道
旧馆街道，原为旧馆镇，是中国浙江省湖州市南浔区下辖的一个镇，地处杭嘉湖平原中部水网地区，位于湖州市区以东18公里，南浔镇以西16公里，毗邻织里镇、双林镇，距苏州、杭州均在100公里以内，下辖13个村和1个居委会，面积33平方公里，常住人口1.9万，外来民工8000多人。
2020年12月31日，撤镇设街道。行政区划代码为330503002000。
旧馆镇经济以工业为主，尤以木地板生产著称。

## 地名由來
晉武帝太康三年（282年），分烏程縣東鄉置東遷縣，治所東遷（今舊館）。隋文帝開皇九年（589年）廢東遷縣。唐玄宗二十九年（741年），刺史張景遵于原治所東遷（舊館）置太湖館；代宗大曆九年（774年），刺史顏真卿易名東遷館；德宗貞元十年（794年），刺史于頔因東遷館與升山館相距太近，將東遷館移向東二十里之嚴村，嚴村遂改稱“東遷”，原東遷館的所在地改稱“舊館”。

## 行政区划
下辖以下地区：
塘南社区、祝良村、罗汉村、麒麟村、塘南村、寺桥村、北港村、潘家庄村、载旺村、三桥村、大漾村、光明村、港胡村和新兴港村。